# ستانيسلاف لوبوتكا
ستانيسلاف لوبتكا (25 نوفمبر 1994 سلوفاكيا - ) هو لاعب كرة قدم سلوفاكي، يلعب ك‍وسط دفاعي مع نادي نابولي ومنتخب سلوفاكيا لكرة القدم.

## روابط خارجية
- ستانيسلاف لوبوتكا على موقع الاتحاد الأوربي (الإنجليزية)
- ستانيسلاف لوبوتكا على موقع قاعدة بيانات كرة القدم.إي يو (الإنجليزية)
- ستانيسلاف لوبوتكا على موقع بيانات كرة القدم. دي إي (الألمانية)
- ستانيسلاف لوبوتكا على موقع ليكيب (الفرنسية)
- ستانيسلاف لوبوتكا على موقع ناشيونال فوتبول تيمز (الإنجليزية)
- ستانيسلاف لوبوتكا على موقع Soccerbase.com (لاعب) (الإنجليزية)
- ستانيسلاف لوبوتكا على موقع Soccerway.com (الإنجليزية)
- ستانيسلاف لوبوتكا على موقع عالم كرة القدم.نت (الإنجليزية)
- ستانيسلاف لوبوتكا على موقع AS.com (الإسبانية)